# DDR-Oberliga 1958

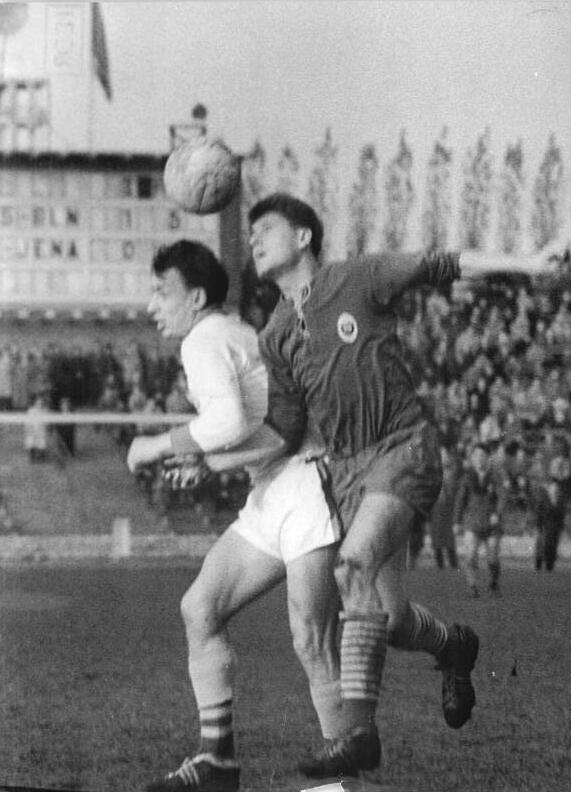
Beslissing om de titel: Horst Assmy (links) wint met Vorwärts 4:0 tegen Hilmar Ahnert (rechts) en Jena.

In 1958 werd het tiende seizoen van de DDR-Oberliga gespeeld, de hoogste klasse van de DDR. ASK Vorwärts Berlin werd kampioen. Het seizoen liep van 2 maart tot 23 november 1958.

## Balans tien jaar Oberliga
Na tien jaar Oberliga zag de Oberliga er niet uit zoals in het begin. Geen enkele club uit het openingsseizoen speelde nog onder zijn toenmalige naam in de Oberliga nadat ze zich omvormden tot BSG's en SC's. Vijf clubs waren er sinds het begin af aan ononderbroken bij: Motor Zwickau, Turbine Erfurt, Lokomotiv Leipzig, Aktivist Brieske-Senftenberg en Rotation Babelsberg. Chemie Halle was gedegradeerd en terug gepromoveerd. 
De Oberliga werd gedomineerd door de clubs uit het zuiden van het land. Tot 1958 kwamen alle kampioenen uit de zuidelijke districten. Het noorden van het land had maar zes Oberliga-deelnames op zijn palmares staan, terwijl het district Karl-Marx-Stadt alleen al 27 deelnames had. Zonder de politieke interventie van het verhuizen van de Saksische clubs Empor Lauter en Dynamo Dresden naar Rostock en Berlijn waren Lokomotive Stendal en Rotation Babelsberg de enige lichtpunten van het noorden gebleven. 
Er was ook een duidelijk onderscheid tussen de BSG's en de SC's. Sinds de invoering van de SC's werden enkel zij kampioen en aan de start van het seizoen waren er nog maar twee BSG's vertegenwoordigd in de Oberliga.

## Naamswijzigingen
Tijdens het seizoen fuseerden SC Chemie Halle-Leuna met SC Wissenschaft Halle tot SC Chemie Halle. Het elftal van Chemie Halle-Leuna bleef in de Oberliga terwijl het elftal van Wissenschaft verderging als SC Chemie Halle II.

## Seizoensverloop

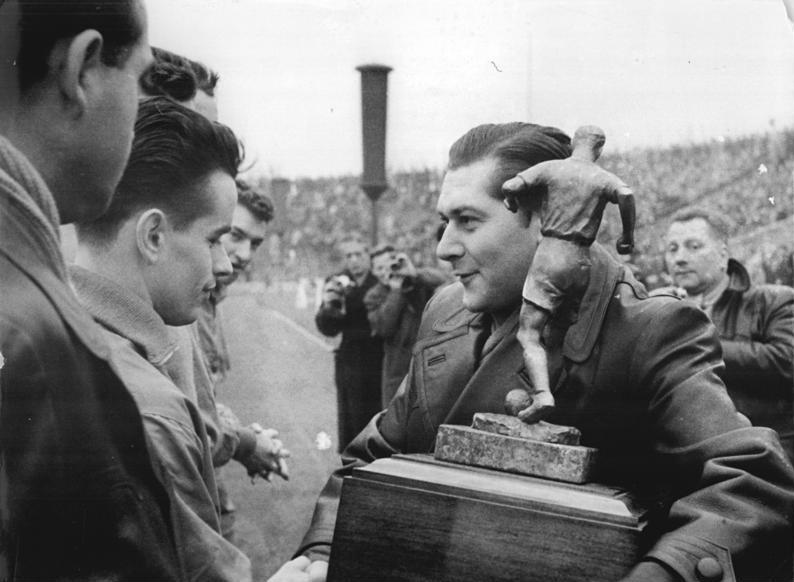
Günther Wirth (links) neemt de kampioenentrofee in ontvangst.

Net zoals vorig seizoen viel de beslissing om de titel twee speeldagen voor het einde in een onderling duel tussen Vorwärts Berlin en Motor Jena. Vorwärts won met 4:0 en was zo met 5 punten voorsprong ongenaakbaar. Voor Jena was het nog maar het tweede opeenvolgende seizoen in de Oberliga. Voor Vorwärts was het de eerste in een rij van zes titels en het begin van een succestijdperk dat tot 1970 zou duren. De club kwam pas later op gang en nam op de zestiende speeldag de leiding om deze niet meer af te geven. 
Wismut de club die de voorbije twee jaar de competitie domineerde, werd slechts vierde. Rotation Leipzig was aanvankelijk een zware concurrent voor Berlin maar door een slechte terugronde eindigde de club op de tiende plaats. Aktivist Brieske-Senftenberg verraste opnieuw door derde te worden. 
Na tien succesrijke jaren degradeerde Rotation Babelsberg uit de Oberliga en slaagde er nooit meer in om terug te keren. De beslissing rond de tweede degradant viel pas op de laatste speeldag. Turbine Erfurt, Fortschritt Weißenfels en Chemie Halle waren de kandidaten. Erfurt en Weiðenfels hadden op de voorlaatste speeldag belangrijke punten verloren waardoor Halle weer een sprankeltje hoop had. Ondanks een zege tegen latere bekerwinnaar Einheit Dresden moest Halle in het zand bijten na een overwinning van Weißenfels en een gelijkspel van Erfurt. 
Er kwamen 1.779.800 toeschouwers naar de 182 Oberligawedstrijden, wat neerkomt op 9779 per wedstrijd. Tegenover het voorgaande seizoen was dit een achteruitgang met 1570 per wedstrijd. Met 16.538 toeschouwers per wedstrijd had degradant Halle de meeste aanhang. 

### Eindstand
|     | Club                            | Wed | W  | G  | V  | Saldo | Ptn |
| --- | ------------------------------- | --- | -- | -- | -- | ----- | --- |
| 1.  | ASK Vorwärts Berlin             | 26  | 17 | 4  | 5  | 50:24 | 38  |
| 2.  | SC Motor Jena                   | 26  | 15 | 2  | 9  | 49:36 | 32  |
| 3.  | SC Aktivist Brieske-Senftenberg | 26  | 12 | 6  | 8  | 41:25 | 30  |
| 4.  | SC Wismut Karl-Marx-Stadt (K)   | 26  | 10 | 8  | 8  | 43:32 | 28  |
| 5.  | SC Einheit Dresden              | 26  | 11 | 6  | 9  | 38:39 | 28  |
| 6.  | SC Dynamo Berlin (N)            | 26  | 10 | 6  | 10 | 37:34 | 26  |
| 7.  | SC Empor Rostock (N)            | 26  | 10 | 6  | 10 | 33:31 | 26  |
| 8.  | BSG Motor Zwickau               | 26  | 8  | 10 | 8  | 38:41 | 26  |
| 9.  | SC Lokomotive Leipzig (B)       | 26  | 8  | 9  | 9  | 40:28 | 25  |
| 10. | SC Rotation Leipzig             | 26  | 10 | 5  | 11 | 38:41 | 25  |
| 11. | SC Turbine Erfurt               | 26  | 8  | 6  | 12 | 33:44 | 22  |
| 12. | SC Fortschritt Weißenfels       | 26  | 8  | 6  | 12 | 30:42 | 22  |
| 13. | SC Chemie Halle                 | 26  | 7  | 8  | 11 | 30:50 | 22  |
| 14. | BSG Rotation Babelsberg         | 26  | 5  | 4  | 17 | 32:65 | 14  |

| (K) | Titelverdediger |
| (B) | Bekerwinnaar vorig seizoen |
| (N) | Gepromoveerd |
| *   | De wedstrijd Thale – Chemie Leipzig (oorspronkelijk 0:3) werd gewijzigd naar 0:0 en een winst voor Thale omdat Leipzig te laat aankwam. |

## Topschutters
Er vielen 532 goals wat neerkomt op 2,92 per wedstrijd. De hoogste zege was 6:0 in de wedstrijd Wismut Karl-Marx-Stadt tegen Einheit Dresden en Lok Leipzig-Fortschritt Weißenfels. De meeste doelpunten vielen in de wedstrijd Dynamo Berlin-Rotation Leipzig (6:3).
|    | Speler          | Club                | Goals |
| -- | --------------- | ------------------- | ----- |
| 1. | Helmut Müller   | SC Motor Jena       | 17    |
| 2. | Hermann Bley    | SC Dynamo Berlin    | 12    |
| 2. | Erhard Meinhold | BSG Motor Zwickau   | 12    |
| 4. | Horst Assmy     | ASK Vorwärts Berlin | 11    |

## Europees
Europacup I
| Ronde | Team #1             | Tot.  | Team #2                 | 1ste wed | 2de wed |
| ----- | ------------------- | ----- | ----------------------- | -------- | ------- |
| Q     | ASK Vorwärts Berlin | 2 - 3 | Wolverhampton Wanderers | 2 - 1    | 0 - 2   |

Jaarbeursstedenbeker
| Ronde | Team #1                 | Tot.  | Team #2    | 1ste wed | 2de wed |
| ----- | ----------------------- | ----- | ---------- | -------- | ------- |
| 1R    | R. Union Saint-Gilloise | 6 - 2 | Leipzig XI | 6 - 1    | 0 - 1   |